# Завод хімії хлору в Кемертоні
Завод хімії хлору в Кемертоні – виробничий майданчик на південному заході Австралії, в індустріальній зоні Кемертон поблизу Банбері.
У 1980-х роках розташований в районі Банбері завод діоксиду титану вирішили перевести з сульфатного на хлоридний процес, що потребувало значних обсягів хлору. Постачання останнього забезпечили шляхом спорудження поряд заводу компанії Coogee Chlor Alkali Pty Ltd, що належить до хімічного концерну Coogee (наразі також володіє заводами хімії хлору в Квінані та Літтоні, а також заводом цианіду натрію в Квінані).
Завод став до ладу в 1988-му та здійснює електроліз хлориду натрію з отриманням хлору, каустичної соди та водню, крім того, як похідні продукти випускають гіпохлорит натрію (продукт реакції хлору з каустичною содою) та соляну кислоту (взаємодією хлору та водню). 
Станом на початок 2020-х майданчик міг продукувати 55 тонн хлору на добу, при цьому існували плани збільшення цього показника до 115 тонн.